# Дервишът и смъртта (филм)
„Дервишът и смъртта“ (на сърбохърватски: Дервиш и смрт) е югославски филм от 1974 година, драма на режисьора Здравко Велимирович по негов сценарий в съавторство с Борислав Михайлович-Михиз, базиран на едноименния роман на Меша Селимович.
Действието се развива в малък босненски град през Османската епоха, където строгите морални принципи на местен дервиш са разрушени от несправедливото затваряне и убийство на брат му от властите, желанието му за отмъщение и въвличането му в сложни интриги, след като е назначен за кадия. Главните роли се изпълняват от Воя Мирич, Борис Дворник, Фарук Беголи, Бата Живойнович.